# فيرن فيلنوف
فيرن فيلنوف هو طيار كندي، ولد في 2 يوليو 1927 في باكنغهام في المملكة المتحدة.